# 유령 도시

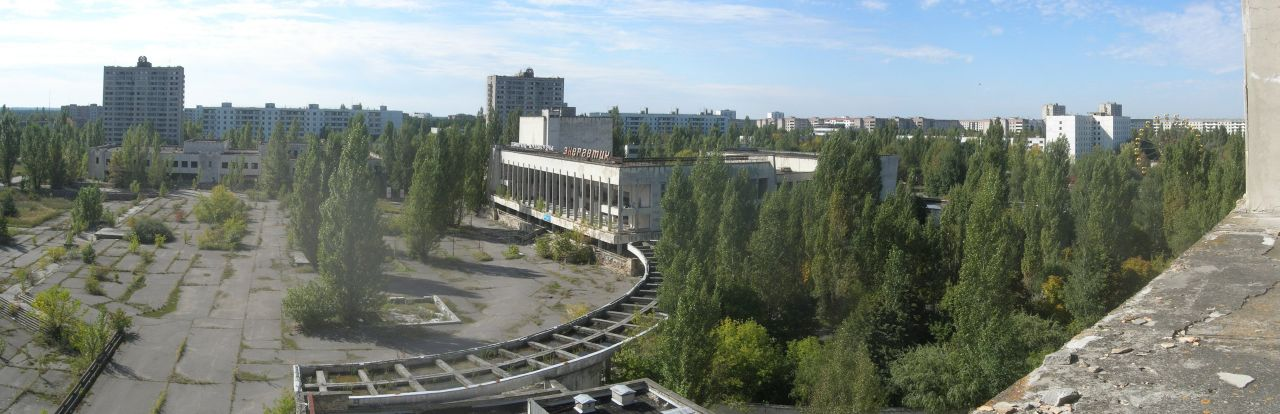
주민이 대피한 후 버려진 우크라이나 프리피야티의 파노라마 사진. (2007년 촬영)

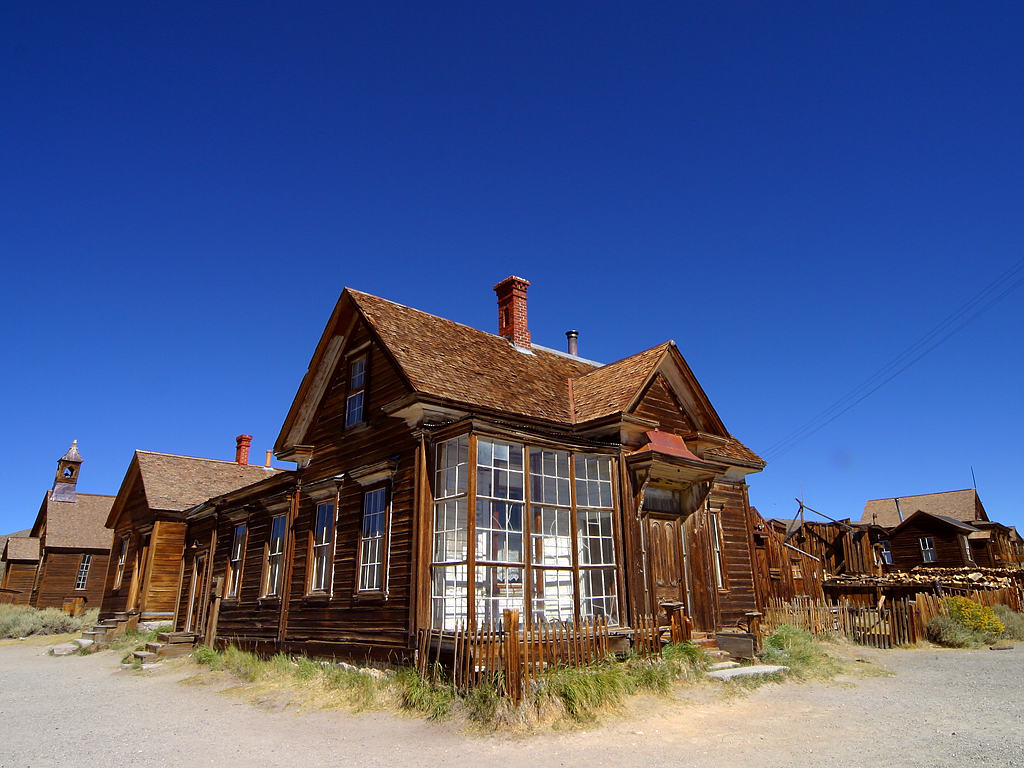
미국 캘리포니아주의 유령 도시 보디.

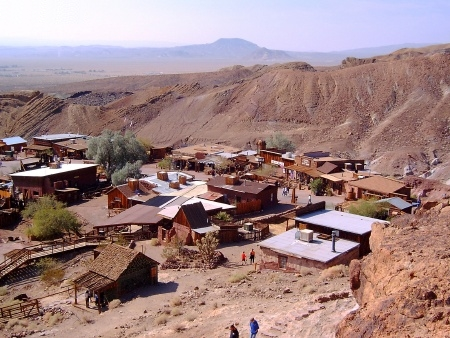
미국 캘리포니아주의 유령 도시 캘리코. 현재 관광 도시로 변모했다.

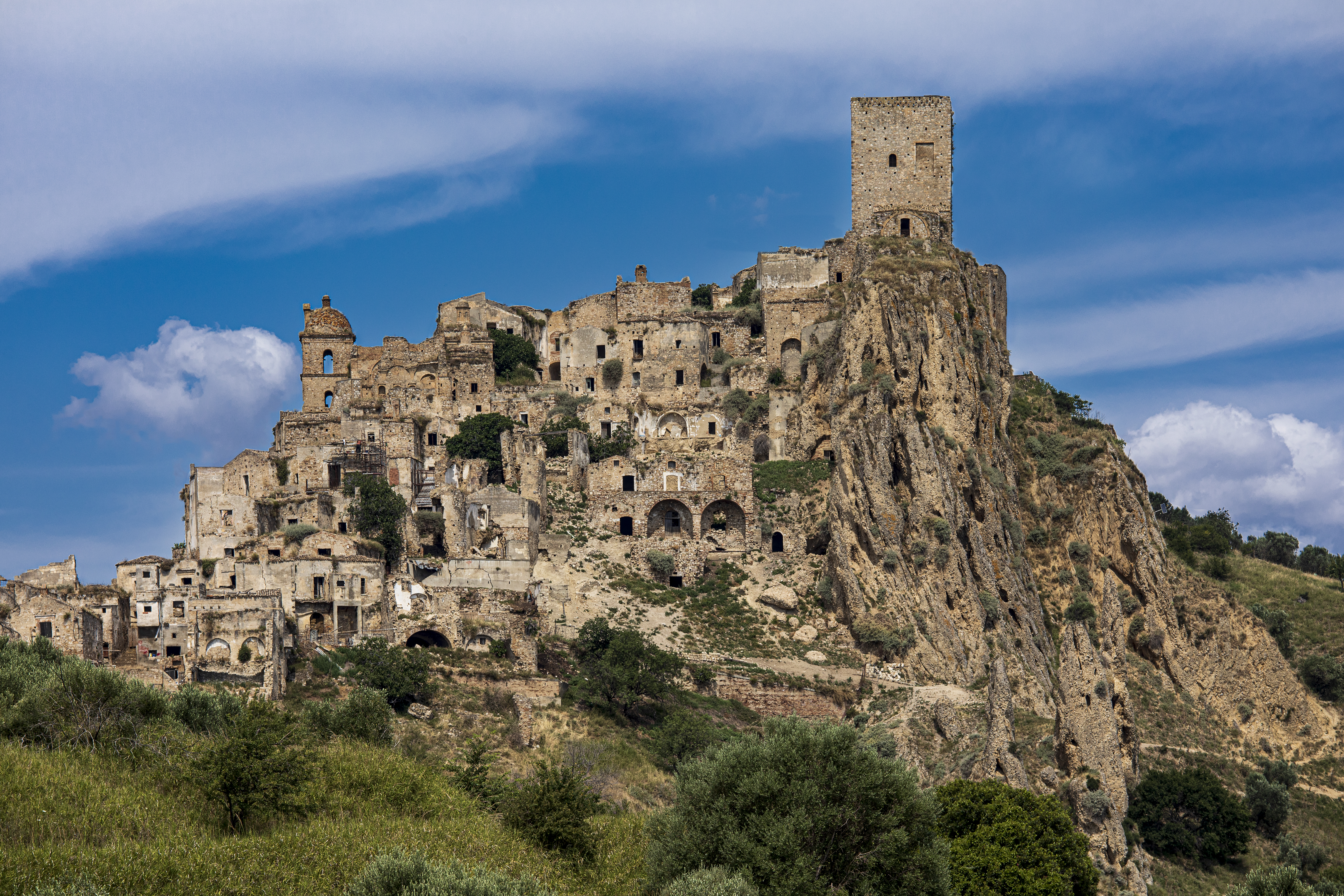
이탈리아 크라코

유령 도시(한국 한자: 幽靈都市, 영어: Ghost town)는 도로와 같은 기반 시설과 다수의 건물이 남아있지만 모종의 이유로 사람이 더 이상 살지 않게 된 도시를 뜻한다. 대부분의 유령 도시는 산업 구조의 변화 또는 자원의 고갈로 인해 도시 경제를 지탱하고 있던 산업 기반(공업, 농업 등)이 붕괴되어 도시의 기능을 상실하면서 발생한다. 이외에도, 가뭄이나 홍수, 극심한 추위 혹은 더위와 같은 자연 재해나, 댐의 준공으로 인한 도시의 수몰이나 전쟁, 오염, 정부에 의한 강제 이주, 원자력 사고와 같이 인간 활동에 의해 지역이 유령 도시로 변화하기도 한다. 지역에 아직 거주하는 인구가 있지만 이전보다 인구가 상당히 감소한 곳이나, 출퇴근 통행이나 특정 사건의 영향으로 특정 시간대에 혹은 특정 장소에 유동 인구가 급격히 감소한 경우 또한 비유적으로 유령 도시라 부르기도 한다.
특정 시대의 건축물이 보존되어 있는 일부 유령 도시는 관광 지역으로 변모하였는데, 우크라이나의 프리피야티나 나미비아의 콜만스코프, 아제르바이잔의 아그담이 이에 해당한다.
카리브해에 위치한 몬트세랫의 도시인 플리머스는 몬트세랫의 수도였으나 수프리에르힐스 화산 폭발로 인해 도시로서의 기능을 상실하여 사람이 거주하지 않는 유령 도시가 되었다. 현재는 브레이즈가 사실상의 수도이며, 플리머스는 법적 수도 지위만 남아있는 상태이다.

## 미국의 유령 도시
미국은 인구가 10~20명도 안되는 마을이 수십여 곳이나 있고 한때 골드 러시 등으로 인해 번영하였다가 대부분의 인구가 감소한 도시도 수백여군데에 달한다. 일부 유령 도시는 캘리포니아주 샌버너디노군 캘리코처럼 관광 지역으로 조성된 곳도 많다.

## 널리 알려진 유령 도시
- 우크라이나 키이우주 체르노빌 • 프리피야티 - 체르노빌 원자력 발전소 사고로 인해 도시를 포함한 주변지역 자체가 출입금지 처분되었으며, 현재 인구가 거의 없는 상태이다.
- 일본 나가사키현 나가사키시 하시마섬(端島) - 석탄산업으로 번영했던 한때 일본에서 제일 큰 광산촌 이었다. 이곳에서 수많은 한국인과 중국인이 강제노동에 동원되면서 억울하게 죽었으므로, 대한민국 정부와 중국 정부는 진상 조사를 하기 시작했다. 그러자 일본 정부는 1960년, 이를 은폐하기 위해 사람들의 출입을 막았고 이로 인해서 현재 유령도시가 된 상태이다.
- 일본 도치기현 시모쓰카군 야나카촌 - 아시오 광독 사건으로 인해 유지수화가 되어 1906년에 강제폐촌되었다. 와타라세 천의 은어 대량 폐사가 되는 등 큰 피해를 입었던 마을이었으며 도시는 현재의 도치기시에 해당한다.
- 일본 후쿠이현 오노군 니시타니촌 - 1963년의 산파치 폭설과 1965년에는 40점 9풍수이로 인해 괴멸적인 피해를 입어, 그 후의 마나가와댐 건설로 인해 집단 이주하였다.
- 위쪽을 참고 니시타니 촌, 도쿠야마 촌에 근접한 시가현 이카 군 요고 정의 산간 지역에 있던 와시미·하루가와·오바리의 각 촌락(와시미에 대해서는 후술)도 니우댐의 건설로 집단 이촌하였다. 현재는 시정촌 합병에 의해 나가하마시의 시역의 일부가 되고 있다.
- 일본시가현 다카시마군 이마즈정의 기타이쿠미·난세이미 촌락은 육상 자위대 향정노 연습장의 전차포, 유탄포 발사음 등에 의한 소음 악화로 방위청(당시)에 토지 매수되어 폐촌되었다. 현재는 시정촌 합병에 의해 다카시마시의 시역의 일부이다. 인접한 이마츠쵸오이분 취락도 연습 장외로의 착탄 사고가 계기가 되어 쇼와 49년에 이촌을 했다.
- 일본 기후현 이비군 도쿠야마촌 - 도쿠야마댐 건설로 마을 내 대부분의 취락이 수몰되기 때문에 전 마을 주민이 2001년까지 이촌과 이주를 진행되었고 이후 도쿠야마촌은 수몰되어 폐촌하였다.
- 일본 시가현 다카시마군 이마즈정의 기타이쿠미·난세이미 촌락은 육상 자위대 향정노 연습장의 전차포, 유탄포 발사음 등에 의한 소음 악화로 방위청(당시)에 토지 매수되어 폐촌[3]되었다. 현재는 시정촌 합병에 의해 다카시마시의 시역의 일부이다.인접한 이마츠쵸오이분 취락도 연습 장외로의 착탄 사고가 계기가 되어 쇼와 49년에 이촌을 했다
- 일본 홋카이도 유바리시 가시마는 1973년의 미츠비시 다이유바리 탄광 폐산 이후 급속히 과소화가 진행되었다.1980년(쇼와 55년)에 다이유바리 댐의 부피가 높아지고, 또한 유바리 슈파로 댐의 신규 건설이 계획되어 주민의 이주 개시.1990년(헤이세이 2년) 유바리 슈파로댐이 착공하였다, 1998년 전호 이전 완료되어 무인이 된다.2014년(2014년) 3월부터 댐 시험 담수에 착수해 2015년(2015년) 3월 준공.댐 건설 중 폐허도 철거되어 가시마 지구의 대부분은 대유바리 댐마다 수몰되었다.
- 일본 도야마현 우오즈시의 고가쿠마 지구는, 산촌, 폭설 지대, 교통 불편고로 고도 경제성장에 의한 산업 구조의 변화를 따라 갈 수 없기 때문에 1966년에 가스가의 촌락이 먼저 폐촌되고, 나머지 촌락의 주민도 1972년까지 미겐지 지구 등에 집단 이촌했다. 계단식 농업 거주자는 집단 이촌 때 주민들이 삼나무 모종을 심었기 때문에 삼나무 숲으로 변해 있다.
- 일본 나가노현 기타아즈미군 오타니촌 마키지구는 1972년 12월 28일 전호 전출되었다.
- 인도 라자스탄주 반가라 - 1630년대에 새로 생긴 마을이지만 저주 때문에 마을 주민들이 모두 떠났다. 현재도 이 지역은 일몰 이후에는 출입이 금지되며 이 도시를 연구하는 고고학 연구소 사무실조차 이 곳으로부터 약 800m 정도 떨어진 곳으로 이전했다.
- 프랑스 오라두르쉬르글란 - 1944년에 있었던 나치 독일의 학살로 인해 주민 전원이 사망했다.
- 남아프리카 공화국 요하네스버그는 아파르트헤이트 폐지로 그동안 도심 거주가 불허됐던 아프리카계 주민과 불법 입국자들이 한꺼번에 시가지로 유입되면서 치안이 악화됐다.이에 따라 힐브로우를 비롯한 이너시티에서 북부 샌튼지구를 비롯한 근교로 직장(기업)도 주거도 이전했기 때문에 중심가가 고스트타운 상태에 빠졌다.

## 그 외의 유령도시
- 일본 오가사와라 제도에 있는 도쿄도 오가사와라무라 이오시마, 기타이오지마는 본토 결전에 대비해 섬 전체를 요새화하기 위해 섬 주민 전원을 다른 땅으로 강제 이주시켰다.유황도 전투는 이후 일어났으며 태평양전쟁이 끝난 뒤에도 유황도민의 귀도는 불가능하고 유황도 항공기지가 설치돼 일반인의 무단 상륙이 금지돼 있다.
- 시리아 영토인 골란고원의 크네이트라는 제3차 중동전쟁에서 이스라엘에 점령됐다가 제4차 중동전쟁 이후 이스라엘 철수 때 큰 파괴를 당했다.주권을 회복한 시리아는 이스라엘의 침략에 대한 프로파간다 목적으로 거리를 복구시키지 않고 무너진 모스크 교회 병원 등의 시설을 모두 폐허로 만든 채 방치하고 있다.
- 민주캄프치아를 이끄는 크메르 루즈(포르 포트파)는 극단적인 마오쩌둥 사상에 근거해 도시 문명 자체의 부정을 기도하고 수도 프놈펜을 비롯한 전역의 도시 주민들을 농촌으로 강제 이주시켰다.이에 따라 크메르 공화국 시절 200만 명을 넘던 프놈펜 인구는 5000명까지 줄어 고스트타운 상태가 됐다.
- 키프로스의 발로샤는 세계 유수의 휴양지이며 할리우드의 셀러브리티도 찾을 정도였으나 1974년 6월 발생한 튀르키예군의 키프로스 침공으로 점령하에 놓이면서 일반인의 출입은 현재도 제한되고 있다.

## 같이 보기
- 폐광
- 유령선